# Белов, Павел Алексеевич
Па́вел Алексе́евич Бело́в (6 [18] февраля 1897 года, Шуя, Владимирская губерния, — 3 декабря 1962 года, Москва, СССР) — советский военачальник, гвардии генерал-полковник (1944), Герой Советского Союза (15.01.1944).

## Биография

### Молодость
Родился в Шуе в семье фабричного служащего. Работал табельщиком, телеграфистом на станции в Иваново-Вознесенске.
В мае 1916 года призван в Русскую императорскую армию, служил рядовым в эскадроне запасного гусарского полка (ст. Лиски). В октябре 1917 года направлен на учёбу, а в январе 1918 году окончил 2-ю Киевскую школу прапорщиков. Однако служить в офицерском чине ему не пришлось, он покинул охваченный боями Киев и вернулся на родину.

### Гражданская война и межвоенное время
В РККА с августа 1918 года, назначен инструктором районного отделения Всевобуча в Иваново-Вознесенске. С июля 1919 —участвовал в Гражданской войне: командовал кавалерийским взводом 21-й стрелковой дивизии. С марта 1920 — командир взвода 1-го запасного кавалерийского полка Южного фронта, с сентября 1920 — адъютант, с октября 1920 — командир эскадрона, с ноября 1920 — помощник командира этого полка.
С апреля 1921 — помощник командира 82-го кавалерийского полка 14-й кавалерийской дивизии, с апреля 1922 — командир этого полка. В 1927 году окончил кавалерийские курсы старшего командного состава. С сентября 1927 — командир 60-го Бугского отдельного запасного кавалерийского эскадрона, с мая 1929 — помощник начальника 4-го отдела штаба Московского военного округа. С июня 1931 — офицером для особых поручений при члене Реввоенсовета СССР С. М. Будённом, с декабря 1932 года — помощник инспектора кавалерии РККА.
В 1933 году окончил Военную академию РККА имени М. В. Фрунзе. С января 1934 — помощник командира, а с июля 1935 — командир 7-й кавалерийской дивизии, с апреля 1936 — вновь помощник командира и с января 1937 — вновь командир этой дивизии. С июля 1937 — начальник штаба 5-го кавалерийского корпуса в Ленинградском военном округе. В июле 1939 года корпус был в полном составе передислоцирован в Киевский военный округ. Во главе штаба корпуса участвовал в походе советских войск на Западную Украину в сентябре 1939 года. С октября 1940 — командир 96-й горнострелковой дивизии.

### Великая Отечественная война

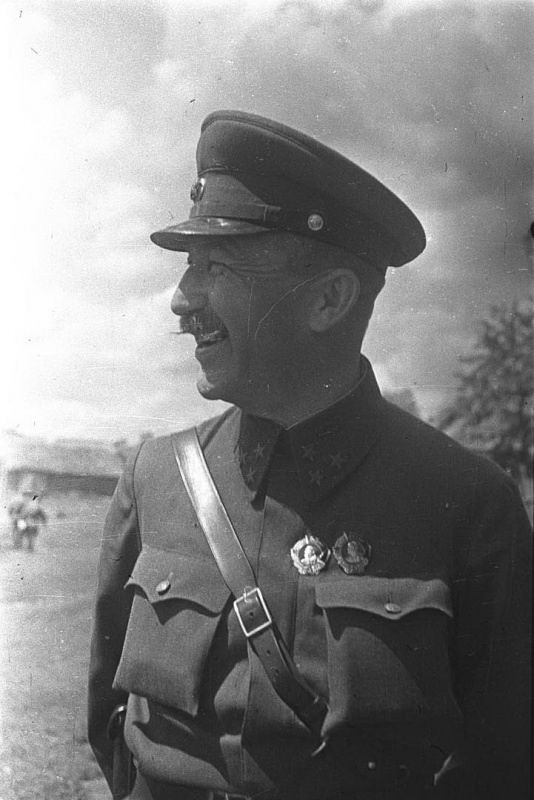
Генерал-лейтенант Белов

В марте 1941 года назначен командиром 2-го кавалерийского корпуса, который с началом Великой Отечественной войны непрерывно участвовал в боях на Южном фронте, выполнив ряд боевых задач по оперативному прикрытию фронта 9-й и 18-й армий Южного фронта и удержанию рубежа на Днестре. Отступал с боями от Тирасполя до Киева, нанося значительный урон противнику. В ходе Киевской операции, закончившейся разгромом советских войск на Украине, вёл успешные оборонительные бои на направлении Ромны-Штеповка, и даже нанёс в этом районе сильный контрудар, позволивший спасти часть окружённых войск. За летне-осенние бои 1941 года был награждён орденом Ленина.
С ноября 1941 года участвовал в Московской битве, особенно отличился в Тульской оборонительной операции. За отличия в сражениях летом и осенью 1941 2-й кавалерийский корпус 26 ноября первым в Красной Армии получил гвардейское звание и стал именоваться 1-м гвардейским кавалерийским корпусом. В ходе оборонительных боёв по Тулой генерал П. Белов был назначен командующим «оперативной группой генерала Белова», в которую входили, кроме его корпуса, две стрелковые дивизии (173-я и 415-я), 9-я танковая бригада, 2 отдельных танковых батальона, 15-й гвардейский миномётный полк «катюш» и армейские курсы младших лейтенантов (уже в ходе контрнаступления, группу усилили ещё тремя кавалерийскими дивизиями: 41-й, 57-й, 75-й). Группа окончательно остановила немецкое наступление на Москву с юга в районе Каширы, а затем перешла в контрнаступление.
В контрнаступлении и общем наступлении советских войск на западном направлении 1-й гвардейский кавалерийский корпус под командованием Белова не раз отличался в боях: после Ржевско-Вяземской операции (1942), оказавшись в окружении, более 5 месяцев сражался в глубоком тылу врага.
Определённым признанием заслуг Белова на начальном этапе войны может являться тот факт, что начальник Генерального штаба сухопутных войск вермахта Франц Гальдер неоднократно упоминает генерала в своих дневниках за первое полугодие 1942 года (гораздо чаще, чем кого бы то ни было из советских командиров), давая его действиям положительную характеристику.
С июня 1942 года до конца войны — командующий 61-й армии, соединения и части которой до середины 1943-го вели оборонительные и наступательные бои южнее и юго-западнее Белёва, в составе Брянского фронта участвовали в Орловской операции (1943).
Командуя 61-й армией, Белов особо проявил себя в битве за Днепр: c 26 сентября по 1 октября 1943 года соединения и части армии форсировали Днепр у села Любеч и захватили плацдарм на правом берегу. За успешное форсирование Днепра Белов был удостоен звания Героя Советского Союза. В последующем войска армии принимали участие в Гомельско-Речицкой, Калинковичско-Мозырской, Белорусской, Рижской наступательных операциях, блокировании Курляндской группировки, в Варшавско-Познанской, Восточно-Померанской и Берлинской наступательных операциях.

### Послевоенное время
По окончании войны П. А. Белов — командующий войсками ряда военных округов: с июля 1945 — Донского, с июня 1946 по апрель 1948 — Северо-Кавказского, с марта 1949 — Южно-Уральского. Окончил Высшие академические курсы при Высшей военной академии имени К. Е. Ворошилова (1949). В мае 1955 — июне 1960 годов — председатель ЦК ДОСААФ. С 30 сентября 1960 года в отставке.
Депутат Верховного Совета СССР 2—5 созывов (1946—1962).
Скончался 3 декабря 1962 года в городе Москве. Погребён с воинскими почестями на Новодевичьем кладбище (8-й участок), где установлен надгробный памятник.

## Воинские звания
- Комбриг — 26 ноября 1935;
- Комдив — 4 ноября 1939;
- Генерал-майор — 4 июня 1940;
- Генерал-лейтенант — 2 января 1942;
- Генерал-полковник — 26 июля 1944.

## Награды
- Медаль «Золотая Звезда» № 1578 Героя Советского Союза (15.01.1944)
- Пять орденов Ленина (06.11.1941, 2.01.1942, 15.01.1944, 21.02.1945, 28.02.1957)
- Три ордена Красного Знамени (12.11.1941, 03.11.1944, 20.06.1949)
- Три ордена Суворова I степени (23.08.1944, 06.04.1945, 29.05.1945)
- Орден Кутузова I степени (27.08.1943)
- Медаль «Партизану Отечественной войны» I степени (09.07.1943)
- Медаль «За оборону Москвы»
- Медаль «За взятие Берлина»
- Медаль «За освобождение Варшавы»
- Медаль «За победу над Германией в Великой Отечественной войне 1941—1945 гг.»
- Медаль «За доблестный труд в Великой Отечественной войне 1941—1945 гг.»
- Юбилейная медаль «XX лет Рабоче-Крестьянской Красной Армии»
- Юбилейная медаль «30 лет Советской Армии и Флота»
- Юбилейная медаль «40 лет Вооружённых Сил СССР»

Иностранные награды:
- Орден Красного Знамени (МНР)
- Кавалерский крест Ордена «Virtuti Militari» (ПНР)
- Орден «Крест Грюнвальда» III степени (ПНР)
- Медаль «За Варшаву 1939—1945» (ПНР)
- Медаль «За Одру, Нису и Балтику» (ПНР)

## Память
Именем генерала названы:
- Улица Генерала Белова в Новомосковске; 16 декабря 2016 г., в сквере на ней, ему установлен бюст.
- Улица Генерала Белова в Москве
- Улица Генерала Белова в Чернигове
- Улица имени Белова в Пинске
- Улица Генерала Белова в Иванове
- Улица Генерала Белова в Шуе
- Улица Генерала Белова в Валдае
- Улица Генерала Белова в Кашире
- Улица Генерала Белова в Домодедово (микрорайон Барыбино)
- Улица Генерала Белова в Спасском районе Рязанской области
- Имя П. А. Белова увековечено на мемориале героев-ивановцев в областном центре и на стеле шуян — Героев Советского Союза, установленной на воинском мемориале на Троицком кладбище.

Могила П. А. Белова на Новодевичьем кладбище Москвы.
Монумент «Конникам генерала Белова» в пос. Одоеве.

## Сочинения
- Белов П. А. За нами Москва. — М.: Воениздат, 1963. — 336 с. — (Военные мемуары). — Тираж 100 000 экз. / Литературная запись В. Д. Успенского.
- Белов П. А. Пятимесячная борьба в тылу врага. // Военно-исторический журнал. — 1962. — № 8. — С.55-75.